# 細江町気賀
細江町気賀（ほそえちょうきが）は静岡県浜松市浜名区の大字。住居表示未実施。

## 地理
浜松市浜名区の中部、細江地区の西部に位置する。東で細江町中川及び細江町広岡、西で三ヶ日町大谷及び三ヶ日町佐久米、南で中央区深萩町・呉松町・大山町・和光町、北で引佐町奥山と接する。

### 湖沼
- 浜名湖

### 河川
- 都田川
- 井伊谷川
- 岩根川
- 老ヶ谷川
- 勝田ノ谷川
- 神田川
- 刑部川
- 小森川
- 山後川
- 葭本川

## 歴史

### 沿革
- 1875年（明治8年） - 引佐郡気賀村が気賀上村・気賀小森村・気賀葭本村・気賀伊目村・気賀呉石村・気賀油田村・気賀下村を編入する[書籍 1]。
- 1889年（明治22年）4月1日 - 町村制の施行により、引佐郡気賀村が周辺の村と合併して引佐郡気賀町となる[WEB 7]。旧村名は気賀町の大字として残る[WEB 8]。
- 1937年（昭和12年）7月8日 – 気賀町の町名の読み方を「けが」から「きが」に変更する。
- 1955年（昭和30年）4月1日 – 気賀町が中川村と新設合併し、細江町となる。
- 1978年（昭和53年）10月1日 - 浜松市大山町及び和光町との間で境界変更が実施される[WEB 9]。
- 1990年（平成2年）9月11日 - 細江図書館が現在地へ移転する[WEB 10]。
- 2005年（平成17年）7月1日 - 細江町が周辺11市町村とともに浜松市に編入される。大字気賀から細江町気賀へ住所変更する。細江町役場は浜松市細江総合事務所となる。
- 2007年（平成19年）4月1日 - 浜松市が政令指定都市となる。細江町気賀は北区の一部となる。細江総合事務所が浜松市北区役所となる。
- 2024年（令和6年）1月1日 - 浜松市の行政区再編により、細江町気賀は浜名区の一部となる。また、浜松市北区役所は浜松市北行政センターへ名称変更する。

## 施設
- 浜松市立伊目幼稚園
- 浜松市立中央幼稚園
- 浜松市立西気賀幼稚園
- 学校法人気賀学園 気賀幼稚園
- 浜松市立伊目小学校
- 浜松市立気賀小学校
- 浜松市立西気賀小学校
- 浜松市立細江中学校
- 浜松市北行政センター・細江協働センター
- 静岡県警察細江警察署
- 浜松市立細江図書館
- 浜松市みをつくし文化センター
- 浜松市姫街道と銅鐸の歴史民俗資料館
- 浜松市伊目マリーナ（唐洲崎マリーナ）
- 浜名湖県立自然公園
- 気賀関所
- 静岡銀行細江支店
- 遠州信用金庫細江支店
- 細江郵便局
- JAとぴあ浜松西気賀支店
- 本田技研工業 細江船外機工場
- アマノ 細江事業所
- スーパーキムラ
- 杏林堂ドラッグストア細江店
- 国民宿舎 奥浜名湖
- ホンダレインボーモータースクール 交通教育センターレインボー浜名湖
- 遠州鉄道細江営業所
- 細江公園
- セブン-イレブン（細江気賀店、細江気賀北店）
- ファミリーマート細江西気賀店
- 高野山真言宗 光岩山 長楽寺
- 臨済宗方広寺派 瑞光山 東林寺
- 臨済宗方広寺派 知足山 全得寺
- 臨済宗方広寺派 池松山 正明寺
- 臨済宗方広寺派 正興山 蓮照寺
- 臨済宗方広寺派 日輪山 大圓寺
- 臨済宗妙心寺派 定光山 金地院
- 臨済宗妙心寺派 臨湖山 金龍寺
- 臨済宗妙心寺派 宝珠山 真光寺
- 臨済宗妙心寺派 龍遊山 寳渚寺
- 細江神社
- 屯倉水神社

## 交通

### 鉄道
- 天竜浜名湖鉄道線：（新所原 方面 - ）気賀 - 西気賀 - 寸座（ - 掛川 方面）

### バス
- 遠鉄バス
  - 40気賀三ヶ日線
    - 気賀駅前発着系統：（浜松駅 方面 - ）清水橋 - 気賀四ツ角 - 国民宿舎入口 - 片町 - 気賀駅前
    - 三ヶ日車庫発着系統：（浜松駅 方面 - ）清水橋 - 気賀四ツ角 - 国民宿舎入口 - 片町 - 本陣前公園 - 呉石 - 呉石中 - よし本 - 下気賀 - 西気賀東 - 西気賀 - 岩根橋 - 向山 - 寸座 - 寸座西 - 寸座峠（ - 三ヶ日車庫 方面）

  - 43引佐線：（浜松駅 方面 - ）清水橋 - 気賀四ツ角 - 国民宿舎入口 - 片町 - 気賀駅前
- 浜松市自主運行バス（遠州鉄道に委託、平日昼1便のみ運行）：（奥山 方面 → ）清水橋 → 気賀四ツ角 → 国民宿舎入口 → 片町 → 気賀駅前
- 浜松市細江地域バス（細江みをつくしバス）（遠鉄タクシーに委託、事前予約制、月曜日及び水曜日のみ運行（祝日・振替休日・年末年始運休））

### 道路
- 東名高速道路
- 国道362号
- 静岡県道49号細江舞阪線
- 静岡県道261号磐田細江線（姫街道）
- 静岡県道305号金指停車場和地線
- 静岡県道320号引佐舘山寺線
- 静岡県道379号浜名湖周遊自転車道線

## その他

### 学区
小学校・中学校の学区は以下の通りである。
| 地区名                               | 小学校名             | 中学校名           |
| ------------------------------------ | -------------------- | ------------------ |
| 伊目                                 | 浜松市立伊目小学校   | 浜松市立細江中学校 |
| 老ヶ谷、油田、清水、上町、呉石、跡川 | 浜松市立気賀小学校   | 浜松市立細江中学校 |
| 下村、中区、寸座                     | 浜松市立西気賀小学校 | 浜松市立細江中学校 |

### 警察
警察の管轄区域は以下の通りである。
| 番・番地等 | 警察署     | 交番・駐在所 |
| ---------- | ---------- | ------------ |
| 全域       | 細江警察署 | 中川交番     |

### 消防
消防の管轄区域は以下の通りである。
| 番・番地等 | 消防署   | 本署/出張所 |
| ---------- | -------- | ----------- |
| 全域       | 北消防署 | 本署        |

### 指定文化財
- テンダイウヤク（天台烏薬）群落地（細江町気賀996 細江神社内、県指定天然記念物）[WEB 14]
- 長楽寺庭園（細江町気賀7953-1 高野山真言宗 光岩山 長楽寺内、県指定名勝）[WEB 15]

### 書籍
1. ↑  『引佐町史 下巻』引佐町、1993年3月31日、161頁。

### WEB
1. ↑  “h02_22.csv”.   総務省 (2022年2月10日). 2024年8月16日閲覧。
2. ↑  “静岡県浜松市北区細江町気賀 (221350130)”.   人文学オープンデータ共同利用センター. 2024年10月21日閲覧。
3. ↑  “静岡県 浜松市浜名区 細江町気賀の郵便番号 - 日本郵便”.   日本郵便. 2024年8月16日閲覧。
4. ↑  “市外局番の一覧”.   総務省 (2022年3月1日). 2024年8月16日閲覧。
5. ↑  “事業所案内及び管轄地域（事務所3件、分室3件）”.   一般社団法人静岡県自動車会議所. 2024年8月16日閲覧。
6. ↑  “住居表示実施状況／浜松市”.   浜松市 (2024年1月4日). 2024年8月16日閲覧。
7. ↑  “historyofcities.pdf”.   静岡県総務部合併推進室・財団法人静岡県市町村振興協会. 2024年10月15日閲覧。
8. ↑  “解説ページ”.   株式会社エア. 2024年10月15日閲覧。
9. ↑  “historyofcities.pdf”.   静岡県総務部合併推進室・財団法人静岡県市町村振興協会. 2024年9月19日閲覧。
10. ↑  “図書館のあゆみ｜浜松市立図書館｜浜松市”.   浜松市. 2024年9月24日閲覧。
11. ↑  “学校名から探す／浜松市”.   浜松市 (2024年1月1日). 2024年8月16日閲覧。
12. ↑  “中川交番｜静岡県警察”.   静岡県警察 (2024年1月1日). 2024年8月16日閲覧。
13. ↑  “消防署の町別管轄「ほ」／浜松市”.   浜松市 (2020年3月25日). 2024年8月16日閲覧。
14. ↑  “しずおか文化財ナビ 天台鳥薬群落地｜静岡県公式ホームページ”.   静岡県 (2024年1月1日). 2024年12月9日閲覧。
15. ↑  “しずおか文化財ナビ 長楽寺庭園｜静岡県公式ホームページ”.   静岡県. 2024年12月10日閲覧。